# Камьонка Струмілова (ґміна)
Ґміна Камьонка Струмілова (пол. Gmina Kamionka Strumiłowa) — колишня (1934—1939 рр.) сільська ґміна Кам'янко-Струмилівського повіту Тарнопольського воєводства Польської республіки (1918—1939) рр. Центром ґміни було місто Камьонка Струмілова.

1 серпня 1934 р. було створено ґміну Камьонка Струмілова у Кам'янко-Струмилівському повіті. До неї увійшли сільські громади: Батятиче, Дернув, Яґоня, Язениця Польська, Язєніца Руска, Константинувка, Лани Нємєцкє, Лани Польськє, Лапаювка, Обидув, Ружанка, Руда Сєлєцка, Сапєжанка, Таданє, Зубовмости, присілок Туркі з ґміни Соколє, присілки Мазярня Спаска і Ланкі зі ґміни Спас.

В 1940 р. ґміна ліквідована у зв'язку з утворенням Кам'янко-Струмилівського району.